# Gemini 4
Gemini 4 (GT-4) war ein bemannter Weltraumflug im Rahmen des US-amerikanischen Gemini-Programms.

## Besatzung
Der erste bemannte Gemini-Flug, Gemini 3, war noch nicht gestartet, als die NASA am 27. Juli 1964 die Besatzung für Gemini 4 bekanntgab. Der Flug war für das erste Quartal 1965 geplant.
Als Kommandant wurde James McDivitt nominiert, als Pilot Edward White. Bemerkenswert war, dass beide aus der zweiten Astronautenauswahlgruppe stammten, also noch keine Weltraumerfahrung hatten. McDivitt hatte also den Vorzug gegenüber den Mercury-Veteranen Walter Schirra und Gordon Cooper erhalten.
Auch die Ersatzmannschaft mit Frank Borman und Jim Lovell war aus der zweiten Gruppe.
Als Verbindungssprecher (Capcom) während der Startphase von Cape Kennedy aus diente der Astronaut Clifton Williams. Später übernahm der Gemini-3-Kommandant Virgil Grissom vom neuen Flugleitzentrum in Houston, Texas, dem heutigen Lyndon B. Johnson Space Center.

## Vorbereitung

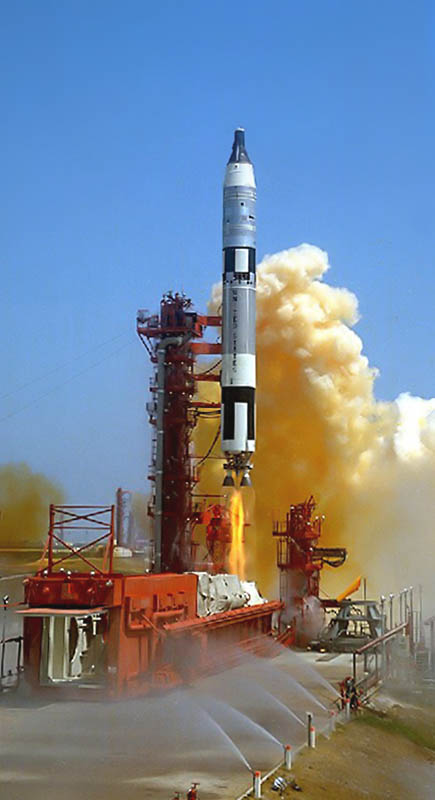
Start von Gemini 4

Im Gegensatz zum relativ kurzen Flug von Gemini 3 sollte Gemini 4 mehrere Tage dauern. Im Verlauf des Fluges sollte zum ersten Mal ein US-amerikanischer Astronaut das Raumschiff verlassen. Dazu war ein neuer Raumanzug notwendig. Als Entwicklungsgrundlage wurde ein Aufenthalt von 30 Minuten im Weltall angenommen.
Während der Vorbereitung des Gemini-Flugs kam die Sowjetunion den Amerikanern zuvor. Am 18. März 1965 verließ der Kosmonaut Alexei Leonow sein Raumschiff Woschod 2 und war somit der erste Mensch, der frei im All schwebte.
Die Titan-Rakete für Gemini 4 wurde am 29. März 1965 an der Startrampe aufgebaut. Das Raumschiff wurde am 4. April angeliefert und am 14. April an der Spitze der Rakete montiert.
Gemini 4 war der erste Flug, der vollständig vom neuen NASA-Kontrollzentrum in Houston überwacht wurde.

## Flugverlauf
Der Start erfolgte am 3. Juni 1965 und wurde erstmals im Fernsehen per Satellit nach Europa übertragen.
In der Erdumlaufbahn versuchte McDivitt, sich mit dem Gemini-Raumschiff an die zweite Stufe der Titan-Rakete anzunähern, was jedoch misslang. Da die Tanks von Gemini 4 kleiner waren als die der folgenden Raumschiffe, musste auf weitere Annäherungsmanöver verzichtet werden.
Der geplante Ausstieg von White musste um eine Erdumkreisung verschoben werden, weil die Vorbereitungen mehr Zeit als geplant benötigten, und White noch einmal ausruhen sollte. Als White viereinhalb Stunden nach dem Start das Raumschiff verließ, war er mit ihm durch eine Sicherungsleine verbunden, in der auch Leitungen für Sauerstoff und Sprechfunk verliefen. White selbst konnte sich mit einer Rückstoßpistole bewegen. Er genoss diesen Ausflug und zeigte keine Anzeichen von Schwindel oder Orientierungslosigkeit. Insgesamt blieb White 23 Minuten außerhalb des Raumschiffs. Arbeiten waren bei diesem ersten Außenbordeinsatz nicht vorgesehen.
Am vierten Flugtag traten Probleme mit dem IBM-Bordcomputer auf, der schließlich ganz ausfiel. Der Computer hätte die Lageregelung während des Wiedereintritts steuern sollen, so dass nun auf eine Rotationsmethode zurückgegriffen werden musste. Der Zielpunkt wurde dadurch um etwa 80 Kilometer verfehlt. McDivitt und White wurden von einem Helikopter geborgen und an Bord des Flugzeugträgers Wasp gebracht. Die Astronauten wurden sofort medizinisch untersucht. Sie waren zwar erschöpft, aber sonst in guter körperlicher Verfassung.

### Edward White während der EVA

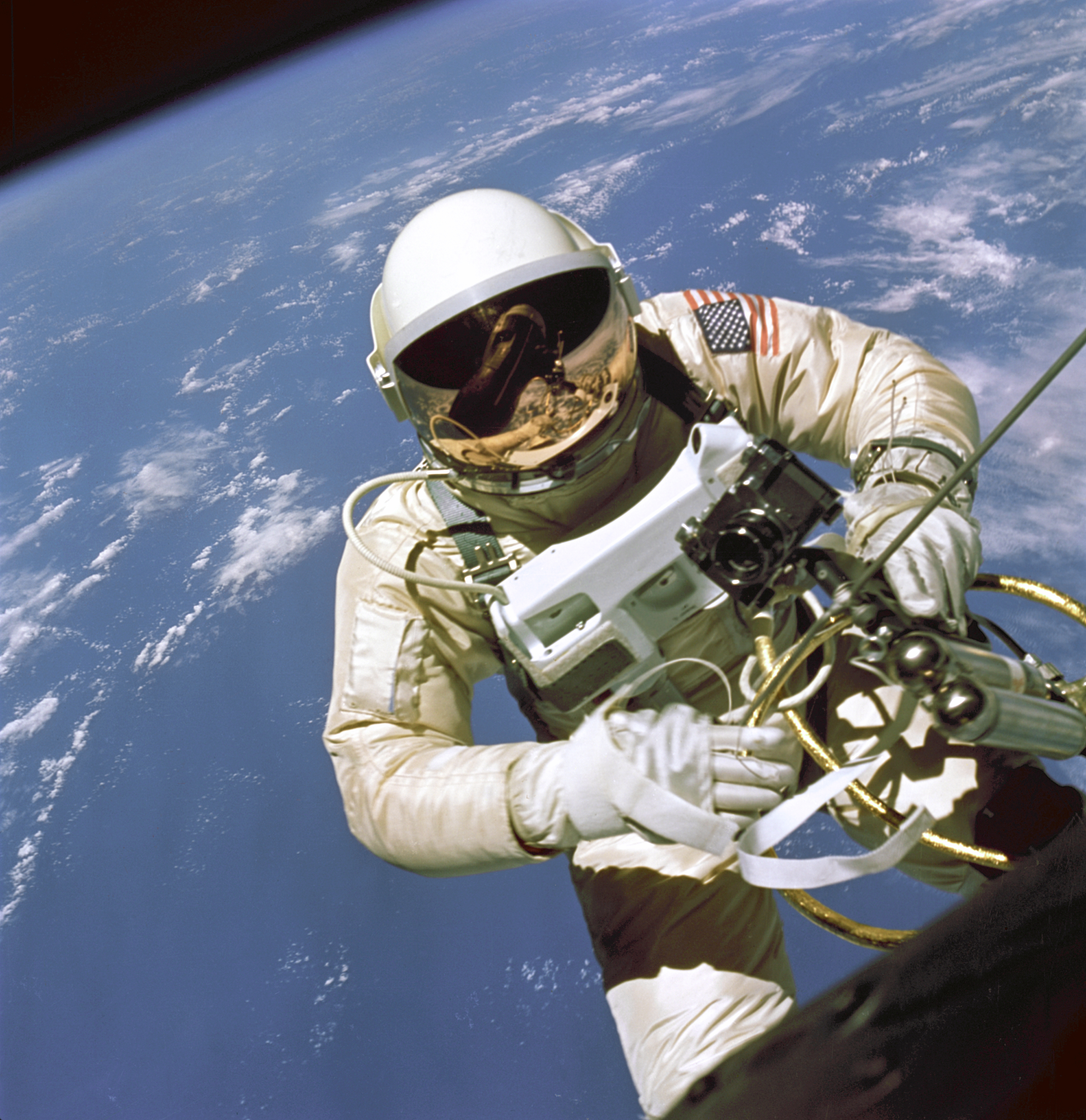
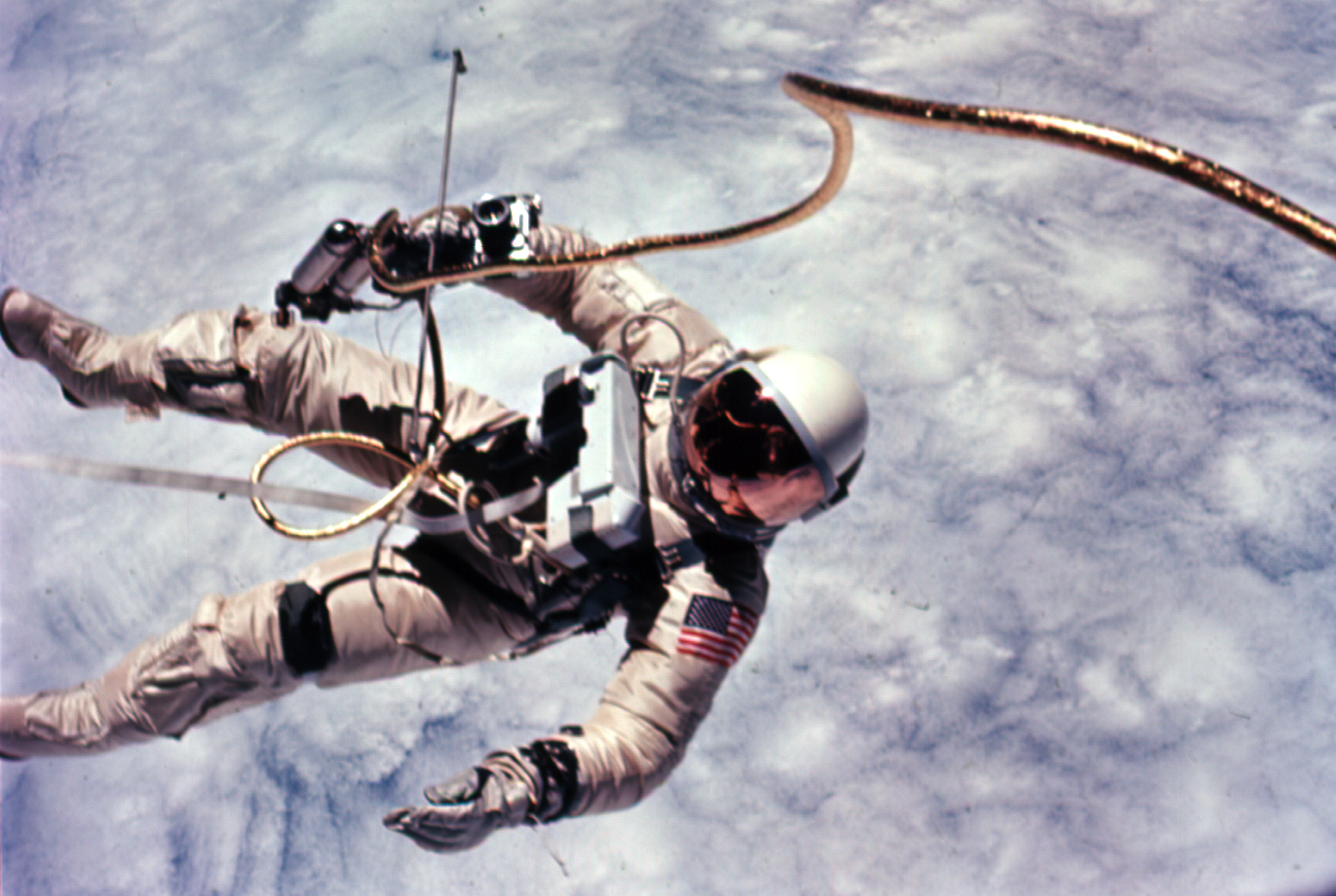
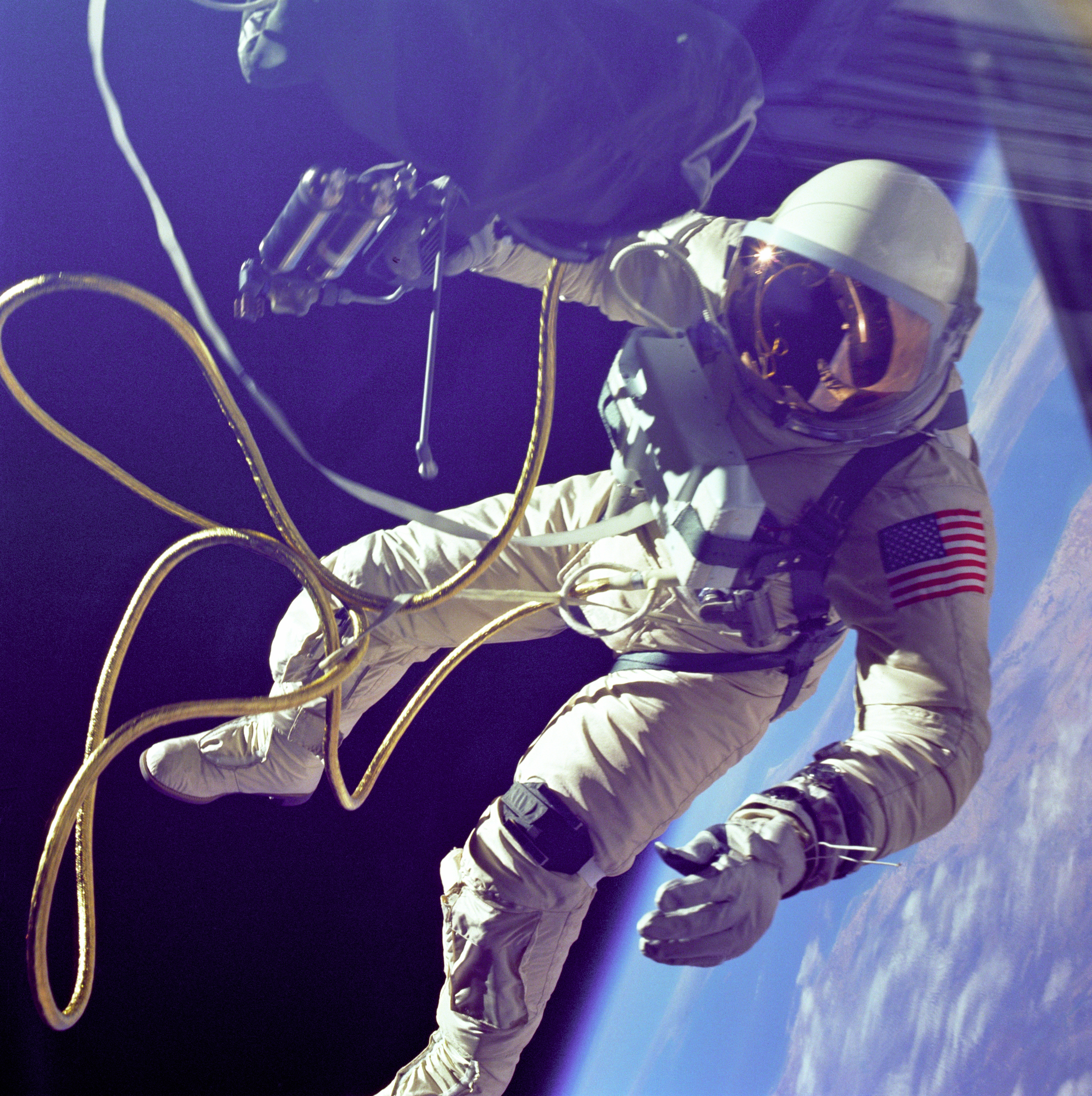
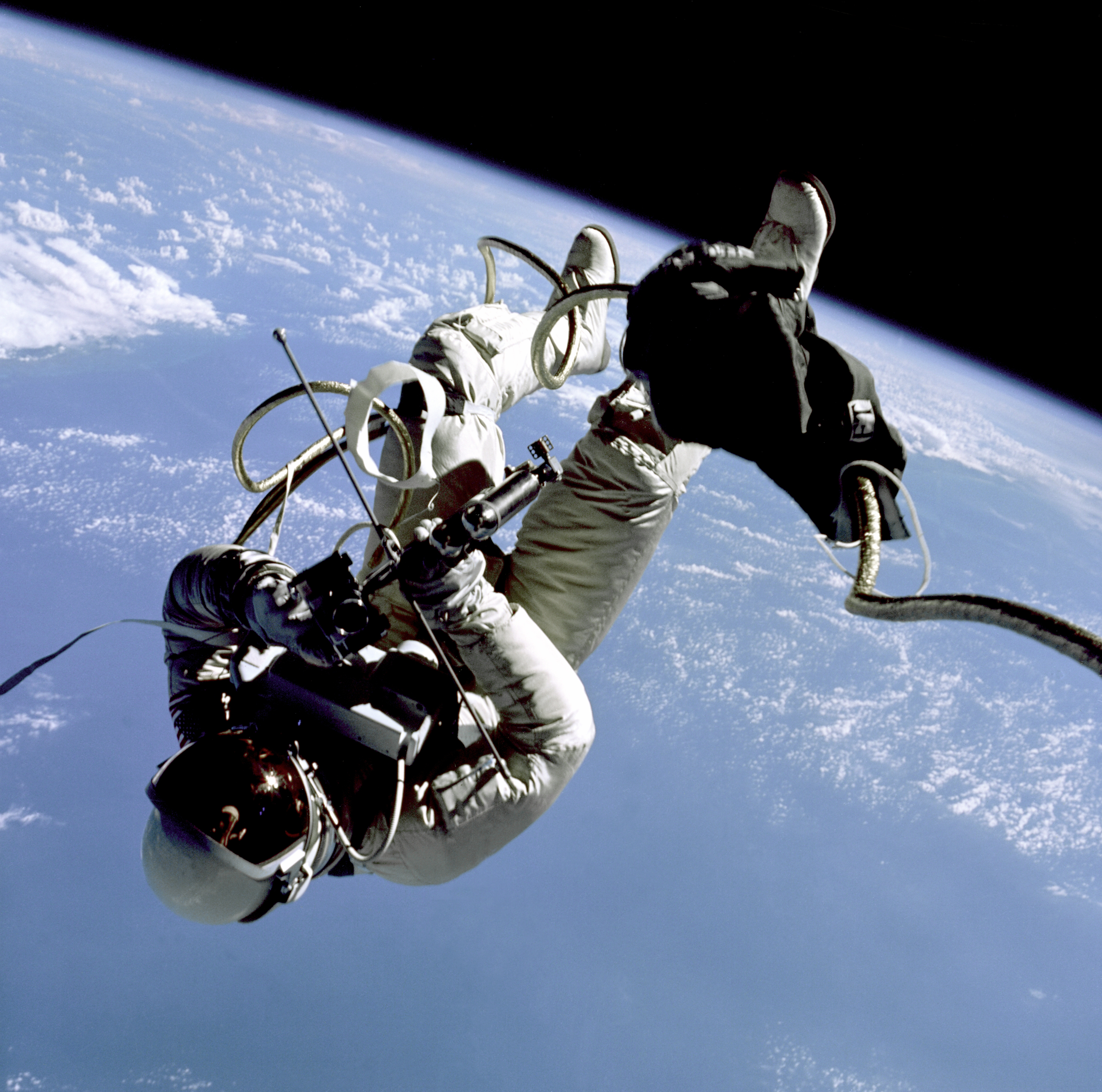

## Bedeutung für das Gemini-Programm
Ein wichtiges Ziel des Gemini-Programms bestand in der schrittweisen Ausdehnung der Flugdauern bis auf einen Zeitraum, der denen von den im Apollo-Programm vorgesehenen Flügen inklusive der Mondlandungen von mindestens acht bis maximal 14 Tagen entsprach. Nach dem kurzen Erstflug von Gemini 3 (0d, 4:52:31 h) erreichte die Flugdauer der Mission Gemini 4 (4d ,1:56:12 h) zwar auch noch nicht den bestehenden Rekord (4d, 23:07 h), den Waleri Bykowski zwei Jahre zuvor mit Wostok 5 erreicht hatte. Das Lebenserhaltungssystem von Gemini 4 hatte allerdings zwei Astronauten versorgt und damit eine deutlich höhere Gesamtleistung als die entsprechenden Systeme der Raumschiffe Wostok bzw. Woschod erbracht. Bei allen folgenden Missionen wurden Brennstoffzellen zur Energie- und ergänzenden Wasserversorgung eingesetzt. Damit wurden deutlich längere Flugdauern realisierbar. Bereits die nur einige Wochen später geflogene Mission Gemini 5 stellte dies mit einer Missionsdauer von knapp 8 Tagen (7d, 22:55:14 h) unter Beweis.
Als weitere essentielle Voraussetzungen für die Mondmissionen waren immer ausgedehntere Aufenthalte und Aktivitäten außerhalb von Raumschiffen unter den Bedingungen im offenen Weltall zu erproben. Der erste amerikanische Außenbordeinsatz von White erfolgte zwar einige Monate später als der von Leonow, dafür aber mit geringeren Problemen. Als man bei späteren Missionen (Gemini 9, Gemini 10 und Gemini 11) immer umfangreichere Aktivitäten außerhalb der Raumkapsel erprobte, traten teilweise bedrohliche Probleme auf. Erst Buzz Aldrin gelangen nach intensiven Analysen und Verbesserungen der Technik, des Trainings und der Logistik drei nahezu perfekte EVAs während der Mission Gemini 12.

## Erwähnenswertes
Die von Edward White verwendete Rückstoßpistole sollte nach dem erfolgten Außenbordeinsatz im Weltraum verbleiben, jedoch konnte White die Pistole wieder mit an Bord bringen und so blieb diese bis heute der Nachwelt als Ausstellungsstück erhalten. Die Kapsel ist im National Air and Space Museum in Washington DC ausgestellt.